# 城郊乡 (绥中县)
城郊乡，是中华人民共和国辽宁省葫芦岛市绥中县下辖的一个乡镇级行政单位。

## 行政区划
城郊乡下辖以下地区：
肖家村、城内东村、西关村、韩家洼村、兴隆村、西园子村、香房村和东园子村。

## 交通
- 京哈铁路：绥中北站